# Ghostwriter (gruppo di hacker)
Ghostwriter, nome in codice: UNC1151, è un gruppo di hacker originario probabilmente della Bielorussia ed affiliato secondo diverse fonti al governo bielorusso. Attivo almeno dal 2016 il gruppo si concentra prevalentemente nella diffusione di informazioni critiche rispetto alla NATO in chiave filo-russa e filo-bielorussa conducendo operazioni che si sono concentrate in Lettonia, Lituania, Polonia e Ucraina.

## Attività
Secondo l'azienda di cybersicurezza statunitense Mandiant il gruppo sarebbe attivo almeno dal 2016. Tra il 2017 e il 2020 l'attività del gruppo si sarebbe concentrata sui paesi confinanti con la Bielorussia e membri della NATO, ossia Lettonia, Lituania e Polonia, attraverso la diffusione di critiche riguardanti lo schieramento di testate nucleari, la diffusione del virus SARS-CoV-2 e presunti crimini di guerra commessi dalle truppe atlantiche; almeno due operazioni si sarebbero concentrate anche nella creazione di controversie nella polita interna lituana.
Dopo le controverse elezioni presidenziali bielorusse del 2020 il gruppo si sarebbe allineato maggiormente col governo della Bielorussia, concentrando la sua attività nel discredito dei partiti di governo polacchi e lituani, rei di aver criticato la vittoria del Presidente Aljaksandr Lukašėnka, e dell'opposizione bielorussa.
Nel 2022 gli è stato attribuito un attacco hacker ai principali siti governativi dell'Ucraina mentre il CERT ucraino ha sostenuto che il gruppo abbia condotto attività di phishing rivolte ai membri delle forze armate ucraine.